# I Giochi olimpici giovanili estivi
I I Giochi olimpici giovanili estivi (in inglese: Games of the I Youth Olympiad; in cinese:  第一届夏季青年奥林匹克运动会, pinyin: Dì Yī Jiè Xiàjì Qīngnián Àolínpǐkè Yùndònghuì; in tamil: 2010 கோடைக்கால இளையோர் ஒலிம்பிக் விளையாட்டுக்கள், traslitterazione: 2010 Kōṭaikkāla Iḷaiyōr Olimpik Viḷaiyāṭṭukkaḷ; in malese: Sukan Olimpik Belia Musim Panas 2010) sono stati una manifestazione sportiva che si è svolta a Singapore dal 14 al 26 agosto 2010. Si è trattato della prima edizione dei Giochi olimpici giovanili.

## Assegnazione

### Città candidate
Il 19 novembre 2007 il CIO ha reso pubblica la lista breve delle città candidate all'organizzazione dei GOG estivi 2010. Sono risultate idonee alla candidatura:
- Atene
- Bangkok
- Mosca
- Singapore
- Torino

### Votazione finale
La votazione si è effettuata il 21 febbraio 2008.
|           | Votazione |
| Singapore | 53        |
| Mosca     | 44        |

## Sviluppo e preparazione

### Sedi di gara

#### Singapore
- Scape (basketball)
- Bishan Stadium (atletica leggera)
- East Coast Park (triathlon)
- International Convention Centre (judo, lotta, pallamano, pugilato, scherma, taekwondo)
- Kallang Field (tiro con l'arco)
- Kallang Tennis Centre (tennis)
- Jalan Besar Stadium (calcio)
- Marina Reservoir (canottaggio, canoa/kayak)
- National Sailing Centre (vela)
- Sengkang Hockey Stadium (hockey su prato)
- Singapore Indoor Stadium (badminton, tennistavolo)
- Singapore Turf Club Riding Centre (equitazione)
- Singapore Sports School (nuoto, pentathlon moderno, tiro a volo)
- Tampines Bike Park (ciclismo)
- The Float@Marina Bay (ciclismo, cerimonia di apertura)
- Toa Payoh Sports Hall (sollevamento pesi, pallavolo)
- Toa Payoh Swimming Complex (tuffi)

## I Giochi

### Partecipanti
Sono presenti 204 su 205 paesi (non è presente la delegazione del  Kuwait). Gli atleti provenienti da questo Comitato Olimpico Nazionale hanno comunque partecipato ai Giochi sotto la bandiera olimpica.
- Afghanistan (2)
- Albania (4)
- Algeria (21)
- Andorra (4)
- Angola (21)
- Antigua e Barbuda (4)
- Antille Olandesi (5)
- Arabia Saudita (9)
- Argentina (59)
- Armenia (14)
- Aruba (4)
- Australia (100)
- Austria (16)
- Azerbaigian (12)
- Bahamas (11)
- Bahrein (4)
- Bangladesh (6)
- Barbados (9)
- Belgio (51)
- Belize (3)
- Benin (4)
- Bermuda (4)
- Bhutan (1)
- Bielorussia (50)
- Birmania (4)
- Bolivia (25)
- Bosnia ed Erzegovina (5)
- Botswana (5)
- Brasile (81)
- Brunei (3)
- Bulgaria (21)
- Burkina Faso (3)
- Burundi (4)
- Cambogia (4)
- Camerun (6)
- Canada (61)
- Capo Verde (2)
- Ciad (3)
- Cile (50)
- Cina (69)
- Cipro (9)
- Colombia (25)
- Comore (4)
- Corea del Nord (11)
- Corea del Sud (72)
- Costa d'Avorio (6)
- Costa Rica (5)
- Croazia (25)
- Cuba (41)
- Danimarca (30)
- Dominica (3)
- Ecuador (14)
- Egitto (74)
- El Salvador (4)
- Emirati Arabi Uniti (5)
- Eritrea (7)
- Estonia (8)
- Etiopia (7)
- Figi (5)
- Finlandia (19)
- Filippine (10)
- Francia (60)
- Gabon (2)
- Gambia (4)
- Georgia (5)
- Germania (70)
- Ghana (20)
- Giamaica (15)

- Giappone (71)
- Gibuti (4)
- Giordania (6)
- Grecia (29)
- Grenada (6)
- Guam (3)
- Guatemala (12)
- Guinea (3)
- Guinea-Bissau (4)
- Guinea Equatoriale (21)
- Guyana (4)
- Haiti (22)
- Honduras (4)
- Hong Kong (14)
- India (32)
- Indonesia (14)
- Iran (52)
- Iraq (5)
- Irlanda (25)
- Isole Cayman (3)
- Isole Cook (18)
- Isole Marshall (4)
- Isole Vergini Americane (8)
- Isole Vergini Britanniche (3)
- Isole Salomone (4)
- Islanda (6)
- Israele (15)
- Italia (62)
- Kazakistan (47)
- Kenya (10)
- Kirghizistan (8)
- Kiribati (4)
- Laos (3)
- Lesotho (4)
- Lettonia (11)
- Libano (5)
- Liberia (5)
- Libia (7)
- Liechtenstein (3)
- Lituania (24)
- Lussemburgo (5)
- Madagascar (6)
- Malawi (3)
- Maldive (4)
- Malaysia (13)
- Mali (7)
- Malta (4)
- Marocco (8)
- Mauritania (4)
- Mauritius (9)
- Messico (42)
- Micronesia (4)
- Moldavia (11)
- Monaco (4)
- Mongolia (11)
- Montenegro (22)
- Mozambico (3)
- Namibia (6)
- Nauru (4)
- Nepal (4)
- Nicaragua (3)
- Niger (3)
- Nigeria (13)
- Norvegia (5)
- Nuova Zelanda (54)
- Oman (2)
- Paesi Bassi (36)
- Pakistan (19)

- Palau (4)
- Palestina (4)
- Panama (7)
- Papua Nuova Guinea (22)
- Paraguay (5)
- Perù (26)
- Polonia (43)
- Portogallo (19)
- Porto Rico (15)
- Qatar (6)
- Regno Unito (39)
- Rep. Ceca (38)
- Rep. Centrafricana (5)
- Rep. del Congo (3)
- RD del Congo (16)
- Macedonia del Nord (6)
- Rep. Dominicana (7)
- Romania (30)
- Russia (96)
- Ruanda (4)
- Saint Kitts e Nevis (2)
- Saint Vincent e Grenadine (3)
- São Tomé e Príncipe (4)
- Samoa (3)
- Samoa Americane (4)
- San Marino (4)
- Saint Lucia (5)
- Senegal (6)
- Serbia (32)
- Seychelles (4)
- Sierra Leone (3)
- Singapore (129) (Ospitante)
- Siria (4)
- Slovacchia (17)
- Slovenia (24)
- Somalia (2)
- Spagna (47)
- Sri Lanka (71)
- Stati Uniti (81)
- Sudafrica (62)
- Sudan (8)
- Suriname (5)
- Svezia (15)
- Svizzera (22)
- eSwatini (3)
- Tagikistan (6)
- Taipei cinese (24)
- Tanzania (4)
- Thailandia (35)
- Timor Est (3)
- Togo (4)
- Tonga (2)
- Trinidad e Tobago (26)
- Tunisia (24)
- Turchia (55)
- Turkmenistan (5)
- Tuvalu (2)
- Ucraina (55)
- Uganda (6)
- Ungheria (51)
- Uruguay (4)
- Uzbekistan (21)
- Vanuatu (22)
- Venezuela (21)
- Vietnam (13)
- Yemen (5)
- Zambia (5)
- Zimbabwe (27)

### Discipline
A questi primi Giochi olimpici giovanili estivi gli sport praticati sono 26, con un totale di 31 discipline disputate.
- Atletica leggera
- Badminton
- Calcio
- Canoa/kayak
- Canottaggio
- Ciclismo
- Equitazione

- Ginnastica
- Hockey su prato
- Judo
- Lotta
- Nuoto
- Pallacanestro
- Pallamano

- Pallavolo
- Pentathlon moderno
- Pugilato
- Scherma
- Sollevamento pesi
- Taekwondo
- Tennistavolo

- Tennis
- Tiro
- Tiro con l'arco
- Triathlon
- Tuffi
- Vela

### Calendario degli eventi
| ● | Cerimonia di apertura | ● | Competizioni | ● | Finali | ● | Cerimonia di chiusura |

| Agosto                | Agosto                | 12 | 13 | 14 | 15 | 16 | 17 | 18 | 19 | 20 | 21 | 22 | 23 | 24 | 25 | 26 | Totale |
| --------------------- | --------------------- | -- | -- | -- | -- | -- | -- | -- | -- | -- | -- | -- | -- | -- | -- | -- | ------ |
| Cerimonie             | Cerimonie             |    |    | ●  |    |    |    |    |    |    |    |    |    |    |    | ●  |        |
| Atletica leggera      | Atletica leggera      |    |    |    |    |    |    |    |    |    | 12 | 12 | 12 |    |    |    | 36     |
| Badminton             | Badminton             |    |    |    |    |    |    |    | 2  |    |    |    |    |    |    |    | 2      |
| Calcio                | Calcio                |    |    |    |    |    |    |    |    |    |    |    |    | 1  | 1  |    | 2      |
| Canoa/ kayak          | (in acque libere)     |    |    |    |    |    |    |    |    |    |    |    |    |    |    |    |        |
| Canoa/ kayak          | (slalom)              |    |    |    |    |    |    |    |    |    |    |    |    |    |    |    |        |
| Canottaggio           | Canottaggio           |    |    |    |    |    |    | 4  |    |    |    |    |    |    |    |    | 4      |
| Ciclismo              | Ciclismo              |    |    |    |    |    |    |    |    |    |    | 1  |    |    |    |    | 1      |
| Equitazione           | Equitazione           |    |    |    |    |    |    |    |    | 1  |    |    |    | 1  |    |    | 2      |
| Ginna- stica          | Artistica             |    |    |    |    |    |    | 1  | 1  |    | 5  | 5  |    |    |    |    | 12     |
| Ginna- stica          | Ritmica               |    |    |    |    |    |    |    |    |    |    |    |    |    | 2  |    | 2      |
| Ginna- stica          | Trampolino            |    |    |    |    |    |    |    |    | 2  |    |    |    |    |    |    | 2      |
| Hockey su prato       | Hockey su prato       |    |    |    |    |    |    |    |    |    |    |    |    | 1  | 1  |    | 2      |
| Judo                  | Judo                  |    |    |    |    |    |    |    |    |    | 3  | 3  | 2  |    | 1  |    | 9      |
| Lotta                 | Lotta                 |    |    |    | 5  | 4  | 5  |    |    |    |    |    |    |    |    |    | 15     |
| N u o t o             | Nuoto                 |    |    |    | 3  | 8  | 4  | 7  | 3  | 9  |    |    |    |    |    |    | 34     |
| N u o t o             | Tuffi                 |    |    |    |    |    |    |    |    |    | 1  | 1  | 1  | 1  |    |    | 4      |
| Pallacanestro         | Pallacanestro         |    |    |    |    |    |    |    |    |    |    |    | 2  |    |    |    | 2      |
| Pallamano             | Pallamano             |    |    |    |    |    |    |    |    |    |    |    |    |    | 2  |    | 2      |
| Pallavolo             | Pallavolo             |    |    |    |    |    |    |    |    |    |    |    |    |    |    | 2  | 2      |
| Pentathlon moderno    | Pentathlon moderno    |    |    |    |    |    |    |    |    |    | 1  | 1  |    | 1  |    |    | 3      |
| Pugilato              | Pugilato              |    |    |    |    |    |    |    |    |    |    |    |    |    | 11 |    | 11     |
| Scherma               | Scherma               |    |    |    | 2  | 2  | 2  | 1  |    |    |    |    |    |    |    |    | 7      |
| Sollevamento pesi     | Sollevamento pesi     |    |    |    | 2  | 2  | 3  | 3  | 1  |    |    |    |    |    |    |    | 11     |
| Taekwondo             | Taekwondo             |    |    |    | 2  | 2  | 2  | 2  | 2  |    |    |    |    |    |    |    | 10     |
| Tennistavolo          | Tennistavolo          |    |    |    |    |    |    |    |    |    |    |    | 2  |    |    | 1  | 3      |
| Tennis                | Tennis                |    |    |    |    |    |    |    |    | 2  | 2  |    |    |    |    |    | 4      |
| Tiro                  | Tiro                  |    |    |    |    |    |    |    |    |    |    | 1  | 1  | 1  | 1  |    | 4      |
| Tiro con l'arco       | Tiro con l'arco       |    |    |    |    |    |    |    | 1  | 1  | 1  |    |    |    |    |    | 3      |
| Triathlon             | Triathlon             |    |    |    | 1  | 1  |    |    | 1  |    |    |    |    |    |    |    | 3      |
| Vela                  | Vela                  |    |    |    |    |    |    |    |    |    |    |    |    |    | 4  |    | 4      |
| Totale medaglie d'oro | Totale medaglie d'oro |    |    |    | 15 | 19 | 16 | 18 | 11 | 15 | 25 | 27 | 20 | 6  | 26 | 3  | 201    |
| Agosto                | Agosto                | 12 | 13 | 14 | 15 | 16 | 17 | 18 | 19 | 20 | 21 | 22 | 23 | 24 | 25 | 26 | Totale |

## Risultati

### Medagliere
Il comitato organizzatore dei Giochi olimpici giovanili di Singapore (SYOGOC) non redige un medagliere ufficiale.
Le informazioni della tabella sottostante sono basate sulle informazioni provenienti dal Comitato Olimpico Internazionale e sono ordinate sulla base del criterio usato per la redazione del medagliere dei Giochi olimpici, cioè considerando in successione il numero di medaglie d'oro, d'argento e di bronzo. In caso di perfetta parità viene seguito l'ordine alfabetico.
Le medaglie conseguite da squadre miste, cioè composte da atleti provenienti da più paesi, vengono conteggiate a parte, al contrario di quanto in realtà proposto ed accettato dai singoli comitati olimpici nazionali di tutto il mondo, per i quali le medaglie vinte dagli atleti nelle prove a squadre miste sono comunque da considerarsi nel computo totale delle rispettive nazioni di appartenenza.
In totale sono previste 10 competizioni riservate a squadre miste.
| Posizione | Nazione                 | Oro | Argento | Bronzo | Totale |
| --------- | ----------------------- | --- | ------- | ------ | ------ |
| 1         | Cina                    | 30  | 16      | 5      | 51     |
| 2         | Russia                  | 18  | 14      | 11     | 43     |
| 3         | Corea del Sud           | 11  | 4       | 4      | 19     |
| 4         | Ucraina                 | 9   | 9       | 15     | 33     |
| 5         | Cuba                    | 9   | 3       | 2      | 14     |
| 6         | Australia               | 8   | 13      | 8      | 29     |
| 7         | Giappone                | 8   | 5       | 3      | 16     |
| 8         | Ungheria                | 6   | 4       | 5      | 15     |
| 9         | Francia                 | 6   | 2       | 7      | 15     |
| 10        | Italia                  | 5   | 9       | 5      | 19     |
| 11        | Azerbaigian             | 5   | 3       | 0      | 8      |
| 12        | Germania                | 4   | 9       | 9      | 22     |
| 13        | Stati Uniti             | 4   | 9       | 8      | 21     |
| 14        | Thailandia              | 4   | 3       | 0      | 7      |
| 15        | Israele                 | 3   | 2       | 0      | 5      |
| 16        | Canada                  | 3   | 1       | 8      | 12     |
| 17        | Regno Unito             | 3   | 1       | 5      | 9      |
| 18        | Kenya                   | 3   | 0       | 3      | 6      |
| 19        | Lituania                | 3   | 0       | 1      | 4      |
| 20        | Sudafrica               | 2   | 4       | 3      | 9      |
| 21        | Brasile                 | 2   | 3       | 1      | 6      |
| 22        | Colombia                | 2   | 3       | 0      | 5      |
| 22        | Etiopia                 | 2   | 3       | 0      | 5      |
| 24        | Egitto                  | 2   | 2       | 2      | 6      |
| 24        | Kazakistan              | 2   | 2       | 2      | 6      |
| 26        | Iran                    | 2   | 2       | 1      | 5      |
| 27        | Belgio                  | 2   | 1       | 2      | 5      |
| 28        | Svezia                  | 2   | 0       | 3      | 5      |
| 29        | Nigeria                 | 2   | 0       | 2      | 4      |
| 30        | Bulgaria                | 2   | 0       | 1      | 3      |
| 30        | Slovenia                | 2   | 0       | 1      | 3      |
| 32        | Mongolia                | 2   | 0       | 0      | 2      |
| 33        | Spagna                  | 1   | 4       | 6      | 11     |
| 34        | Romania                 | 1   | 4       | 2      | 7      |
| 35        | Turchia                 | 1   | 3       | 6      | 10     |
| 36        | Rep. Ceca               | 1   | 2       | 3      | 6      |
| 37        | Argentina               | 1   | 2       | 2      | 5      |
| 38        | Nuova Zelanda           | 1   | 2       | 1      | 4      |
| 38        | Paesi Bassi             | 1   | 2       | 1      | 4      |
| 40        | Corea del Nord          | 1   | 1       | 3      | 5      |
| 41        | Vietnam                 | 1   | 1       | 2      | 4      |
| 42        | Croazia                 | 1   | 1       | 1      | 3      |
| 42        | Danimarca               | 1   | 1       | 1      | 3      |
| 42        | Serbia                  | 1   | 1       | 1      | 3      |
| 45        | Polonia                 | 1   | 0       | 5      | 6      |
| 46        | Austria                 | 1   | 0       | 3      | 4      |
| 47        | Kirghizistan            | 1   | 0       | 2      | 3      |
| 48        | Dominicana              | 1   | 0       | 1      | 2      |
| 48        | Eritrea                 | 1   | 0       | 1      | 2      |
| 50        | Bolivia                 | 1   | 0       | 0      | 1      |
| 50        | Cile                    | 1   | 0       | 0      | 1      |
| 50        | Eire                    | 1   | 0       | 0      | 1      |
| 50        | Giamaica                | 1   | 0       | 0      | 1      |
| 50        | Isole Vergini Americane | 1   | 0       | 0      | 1      |
| 50        | Porto Rico              | 1   | 0       | 0      | 1      |
| 50        | Trinidad e Tobago       | 1   | 0       | 0      | 1      |
| 50        | Uruguay                 | 1   | 0       | 0      | 1      |
| 58        | India                   | 0   | 6       | 2      | 8      |
| 59        | Bielorussia             | 0   | 4       | 1      | 5      |
| 60        | Uzbekistan              | 0   | 3       | 5      | 8      |
| 61        | Taipei cinese           | 0   | 3       | 0      | 3      |
| 62        | Singapore               | 0   | 2       | 4      | 6      |
| 63        | Slovacchia              | 0   | 2       | 3      | 5      |
| 63        | Venezuela               | 0   | 2       | 3      | 5      |
| 65        | Malaysia                | 0   | 2       | 0      | 2      |
| 66        | Messico                 | 0   | 1       | 5      | 6      |
| 67        | Armenia                 | 0   | 1       | 3      | 4      |
| 67        | Grecia                  | 0   | 1       | 3      | 4      |
| 69        | Svizzera                | 0   | 1       | 2      | 3      |
| 70        | Giordania               | 0   | 1       | 1      | 2      |
| 70        | Moldavia                | 0   | 1       | 1      | 2      |
| 70        | Portogallo              | 0   | 1       | 1      | 2      |
| 70        | Tagikistan              | 0   | 1       | 1      | 2      |
| 74        | Bahamas                 | 0   | 1       | 0      | 1      |
| 74        | Cipro                   | 0   | 1       | 0      | 1      |
| 74        | Ecuador                 | 0   | 1       | 0      | 1      |
| 74        | Guinea Equatoriale      | 0   | 1       | 0      | 1      |
| 74        | Haiti                   | 0   | 1       | 0      | 1      |
| 74        | Hong Kong               | 0   | 1       | 0      | 1      |
| 74        | Nauru                   | 0   | 1       | 0      | 1      |
| 74        | Pakistan                | 0   | 1       | 0      | 1      |
| 74        | Qatar                   | 0   | 1       | 0      | 1      |
| 83        | Finlandia               | 0   | 0       | 2      | 2      |
| 84        | Antille Olandesi        | 0   | 0       | 1      | 1      |
| 84        | Arabia Saudita          | 0   | 0       | 1      | 1      |
| 84        | Bosnia ed Erzegovina    | 0   | 0       | 1      | 1      |
| 84        | Cambogia                | 0   | 0       | 1      | 1      |
| 84        | Georgia                 | 0   | 0       | 1      | 1      |
| 84        | Guatemala               | 0   | 0       | 1      | 1      |
| 84        | Indonesia               | 0   | 0       | 1      | 1      |
| 84        | Kuwait                  | 0   | 0       | 1      | 1      |
| 84        | Lettonia                | 0   | 0       | 1      | 1      |
| 84        | Libano                  | 0   | 0       | 1      | 1      |
| 84        | Marocco                 | 0   | 0       | 1      | 1      |
| 84        | Norvegia                | 0   | 0       | 1      | 1      |
| 84        | Perù                    | 0   | 0       | 1      | 1      |
| 84        | Turkmenistan            | 0   | 0       | 1      | 1      |
| 84        | Uganda                  | 0   | 0       | 1      | 1      |
| Totale    | Totale                  | 193 | 192     | 210    | 595    |